# Норт Чикаго (Илиноис)
Норт Чикаго (енгл. North Chicago) град је у америчкој савезној држави Илиноис. По попису становништва из 2010. у њему је живело 32.574 становника.

## Демографија
Према попису становништва из 2010. у граду је живело 32.574 становника, што је 3.344 (9,3%) становника мање него 2000. године.
| Група             | 2000.          | 2010.          |
| Белци             | 14.028 (39,1%) | 11.838 (36,3%) |
| Афроамериканци    | 13.024 (36,3%) | 9.746 (29,9%)  |
| Азијати           | 1.289 (3,6%)   | 1.224 (3,8%)   |
| Хиспаноамериканци | 6.552 (18,2%)  | 8.857 (27,2%)  |
| Укупно            | 35.918         | 32.574         |